# 生田大和
生田 大和（いくた ひろかず、1981年 - ）は、宝塚歌劇団に所属する演出家。
東京都出身、神奈川県育ち。

## 来歴
2003年、宝塚歌劇団に入団。
2010年、花組バウホール公演「BUND／NEON 上海」で演出家デビュー。
2014年、蘭寿とむ退団公演となる花組「ラスト・タイクーン」で、大劇場公演演出家デビュー。
2023年、元雪組トップ娘役・真彩希帆と結婚したことを発表。

## 宝塚歌劇団での舞台作品

### 大劇場作品
- 2014年、花組『ラスト・タイクーン -ハリウッドの帝王、不滅の愛-』[1]
- 2016年、宙組『Shakespeare〜空に満つるは、尽きせぬ言の葉〜』
- 2017年、月組『グランドホテル』[注釈 1][3]
- 2017 - 2018年、雪組『ひかりふる路（みち）〜革命家、マクシミリアン・ロベスピエール〜』
- 2019年、花組『CASANOVA』[4]
- 2021年、雪組『シルクロード〜盗賊と宝石〜』
- 2021年、宙組『シャーロック・ホームズ-The Game Is Afoot!-』
- 2022年、花組『巡礼の年〜リスト・フェレンツ、魂の彷徨〜』
- 2022 - 2023年、星組『ディミトリ〜曙光に散る、紫の花〜』[1]
- 2023 - 2024年、雪組『ボイルド・ドイル・オンザ・トイル・トレイル』[5]
- 2025年、星組『エスペラント！』

### その他の劇場作品
- 2010年、花組『BUND／NEON 上海』（バウホール）[6][1]
- 2011年、星組『ランスロット』（バウホール）[6]
- 2012年、月組『春の雪』（バウホール・日本青年館）[6][1]
- 2013年、宙組『the WILD Meets the WILD』（バウホール）[6]
- 2014年、雪組『伯爵令嬢』（日生劇場）
- 2016年、雪組『ドン・ジュアン』（KAAT神奈川芸術劇場・ドラマシティ）[注釈 2][1]
- 2019年、星組『鎌足-夢のまほろば、大和（やまと）し美（うるわ）し-』（ドラマシティ・日本青年館）
- 2023年、月組『DEATH TAKES A HOLIDAY』（東急シアターオーブ）[注釈 2][7]
- 2024年、花組『ドン・ジュアン』（御園座）[注釈 2][8]

### 新人公演
- 2006年、花組『ファントム』[9]
- 2007年、月組『パリの空よりも高く』[10]
- 2007年、宙組『バレンシアの熱い花』[11]
- 2009年、花組『太王四神記』[12]
- 2010年、月組『THE SCARLET PIMPERNEL（スカーレット ピンパーネル）』[13]
- 2014年、宙組『ベルサイユのばら-オスカル編-』[14]
- 2016年、宙組『Shakespeare〜空に満つるは、尽きせぬ言の葉〜』[15]
- 2017年、星組『THE SCARLET PIMPERNEL（スカーレット ピンパーネル）』[16]

## 宝塚歌劇団以外での舞台作品
- 2019年、『ドン・ジュアン』（TBS赤坂ACTシアター・アイリス）[17]
- 2021年、『ドン・ジュアン』（梅田芸術劇場・TBS赤坂ACTシアター）[18]
- 2024年、『Death Takes A Holiday』(東急シアター・オーブ/梅田芸術劇場メインホール)